# Šport u 2003.
◄◄ | ◄ | 2000. | 2001. | 2002. | 2003.  | 2004. | 2005. | 2006. | ► | ►►
Arhitektura • Astronautika • Astronomija • Biologija • Film • Fotografija • Glazba • Kazalište • Kemija • Kiparstvo • Knjige • Književnost • Kršćanstvo • Meteorologija • Medicina • Planinarstvo • Politika • Pravo • Promet • Slikarstvo • Strip • Šport • Televizija • Znanost • Zrakoplovstvo • Željeznički promet
Šport u 2003.

## Svijet

### Natjecanja

#### Svjetska natjecanja
- Od 20. siječnja do 2. veljače – Svjetsko prvenstvo u rukometu u Portugalu: prvak Hrvatska
- Od 2. do 14. prosinca – Svjetsko prvenstvo u rukometu za žene u Hrvatskoj: prvak Francuska

#### Kontinentska natjecanja

##### Europska natjecanja
- Od 5. do 14. rujna – Europsko prvenstvo u košarci u Švedskoj: prvak Litva
- Od 6. do 15. lipnja – Europsko prvenstvo u vaterpolu u Kranju u Sloveniji: prvak Srbija i Crna Gora

## Hrvatska i u Hrvata

### Osnivanja
- ŽNK Marjan, hrvatski ženski nogometni klub

## Vanjske poveznice
|  | Zajednički poslužitelj ima još gradiva o temi Šport u 2003. |